# Dvorana Gradski vrt
Dvorana Gradski vrt višenamjenska je nastavno-športska dvorana u Osijeku. Sastoji se od pet dvorana, od kojih je jedna atletski tunel, te pomoćnih i pratećih sadržaja. Dvije najveće dvorane kapaciteta su 3.538 i 1.448 gledatelja. 
Pristupni trg s glavnim stubištem na sjevernoj strani dvorane te vodena ploha i spiralna skulptura - fontana fokusiraju događanja središnjeg dijela cijelog športskog kompleksa. Prostor između stadiona i dvorane – aleja športaša - svojim urbano-parkovnim oblikovanjem nadovezuje se na glavni pristupni trg te kao suvremeni i aktivan javni gradski prostor pruža različite mogućnosti odmora, druženja, boravka i rekreacije svim građanima Osijeka.
Športska dvorana oblikovno je i funcionalno podijeljena u dva osnovna međusobno povezana volumena. Okrugli valjkasti volumen oblikovni je element prepoznatljivosti koji svojom formom naglašava pokret, akciju i dinamiku športa i na njega se nastavljaju horizontalne plohe svih ostalih prostora.
Dvorana je službeno otvorena 28. prosinca 2008. prijateljskom utakmicom rukometnih reprezentacija Hrvatske i Rusije, koja je završila pobjedom Hrvatske rezultatom 27:26 (17:10).

## Razine
- prizemlje – razina ± 0,00 (dvorane A, C, D, G, H, sauna, bazen, garderobe, sanitarije, športska medicina, trgovine, lokali, poslovni i ugostiteljski sadržaji, tehnika, osoblje, itd.)
- 1. etaža – razina +5,00 (dvorana B, gledatelji, klupske prostorije, v i p, press, caffe, ulazni hodnici, galerije, sanitarije itd.)
- 2. etaža - razina +9,00 (atletski tunel (F), tehnika, osoblje, itd.)
- 3. etaža - razina +12,00 (galerija s komentatorima, režijom, tv i sl., tehnika)

Ukupna bruto površina građevine je 18.590 m2.
Glavne športske površine koje se nalaze u pet odvojenih dvorana te dodatni prostori za trim, fitness i saunu s malim bazenom funkcionalno su podijeljene u nekoliko specifičnih zona i razina.

## Dimenzije dvorana
- velika dvorana (A - 35x50 m)
- male dvorane (C, D - 2 x 22x16 m)
- teretana (G – 10,25x9,6 m)
- dvorana za trim i fitness (H – 9,2x9,6 m) i saune s bazenom (18,5x10,6 m) sa svim pratećim sadržajima garderoba, sanitarija, športske medicine, doping kontrole itd., nalaze se na razini prizemlja ±0,00.
- prostor košarkaške dvorane (B - 30x32+10 m) nalazi se iznad malih dvorana, na razini +5,00
- atletski tunel (F – 87x12 m) nalazi se u valjkastom dijelu građevine na razini +9,00.

Dvorana A ukupno ima 3.538 mjesta (2.502 - fiksne tribine i 1.036 - pomične tribine).
Dvorana B ukupno ima 1.448 mjesta (1.224 - fiksne tribine i 322+224 – pomične tribine).
U svakoj od dvorana C, D i F moguće je postaviti po otprilike 200 pomičnih mjesta za sjedenje.
Osim športskih događaja dvorana svojim oblikom, veličinom i funkcionalnom organizacijom omogućuje i odvijanje zabavnih, kulturnih i medijskih aktivnosti (izložbe, sajmovi, koncerti, modne revije, kongresi, festivali i sl.)

## Vanjske poveznice
- Informacije o objektu
- Dvorana Gradski vrt - galerija fotografija